# Gästriklands runinskrifter 10
Gästriklands runinskrifter 10, med signum Gs 10, är en försvunnen vikingatida runsten i Alborga by, Valbo socken och Gävle kommun. Den första rapporten om en runsten i Alborga by är från 1684. En nämndeman uppger att det mitt i byn finns en runsten. Olof Celsius besökte Alborga 1726 men då sades runstenen vara sönderspräckt efter att ha använts som ugnshäll av finska soldater. Det saknas avbildningar av Gs 10  och det är ovisst om stenen faktiskt funnits. På bilden syns Olof Celsius anteckningar från besöket i Alborga by 1726.